# The Nonsense Song

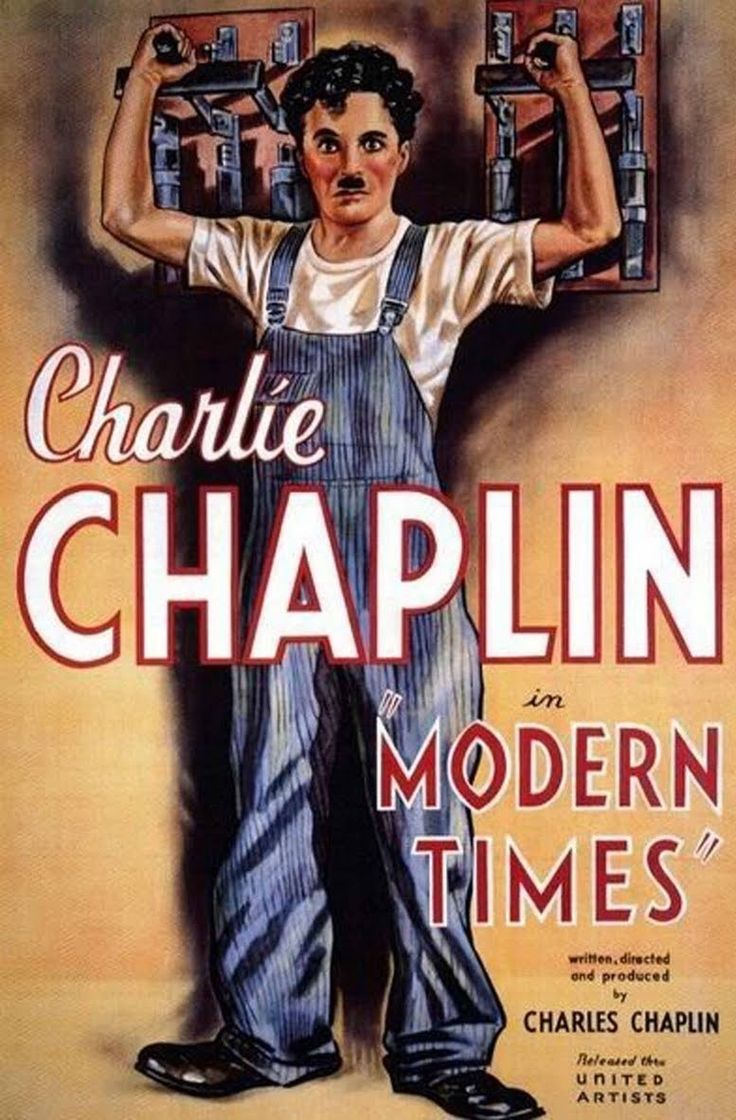
Постер фильма «Новые времена» (1936)

The Nonsense Song (с англ. — «Бессмысленная песня»), также Titine (с англ. — «Титина») — песня, прозвучавшая в исполнении Чарли Чаплина в комедийном фильме «Новые времена», снятом им в 1935 году и вышедшем на экраны в 1936 году. Основана на французской шуточной эстрадной песне «Я ищу Титину» (фр. Je cherche après Titine), также просто «Титина» (фр. Titine), написанной в 1917 году Лео Данидерфом на слова Бертраля-Мобона и Анри Лемонье. Слова на непонятной смеси языков для фильма придумал сам Чаплин. Он же, несмотря на привлечение музыкантов-аранжировщиков, считается его композитором.
Несмотря на то, что фильм насыщен звуками, в нём отсутствуют диалоги. Слова песни оказались первыми и последними произнесёнными с экрана самым известным персонажем Чаплина — Маленьким Бродягой, так как к его образу один из самых выдающихся режиссёров и актёров мирового кино больше не возвращался.

## Описание
Начало песни, примерный вариант:
SE BELLA GIU SATORE
JE NOTRE SO CAFORE
JE NOTRE SI CAVORE
JE LA TU LA TI LA TWAH
LA SPINASH O LA BOUCHON
CIGARETTO PORTOBELLO
SI RAKISH SPAGHALETTO
TI LA TU LA TI LA TWAH…
В кульминации фильма Маленький Бродяга, работающий официантом в кафе, намеревается спеть «Титину» перед гостями заведения, но никак не может запомнить слова. Его возлюбленная — Девушка (актриса Полетт Годдар) —  записывает текст на манжетах рубашки. На экране появляется надпись: «Хорошенькая девушка и игривый пожилой господин / Флиртовали на бульваре. / Он был толст и стар, / Но его кольцо с бриллиантом // Привлекло её взгляд…» В зале, раскланиваясь перед публикой, Бродяга в упоении от благожелательной встречи неудачно взмахивает руками и случайно разбрасывает из-под пиджака манжеты в стороны. Он начинает искать свои подсказки на полу, пританцовывая и озираясь, но так и не находит. Публика недовольно шумит, и Чарли, с подачи Девушки, крикнувшей ему, что можно петь любые слова, вынужден импровизировать на несуществующем языке —  причудливой, непонятной смеси французского и итальянского. Содержание песни он поясняет мимикой и жестами, сначала изображая «портрет красивой молодой девушки со стройной фигурой», а затем показывая образ «усатого и брюхатого поклонника, который соблазняет её колечком». В конце выступления он «выразительно передаёт разочарование девушки, узнавшей у ростовщика, что колечко фальшивое». Выступление Бродяги оказывается триумфальным, публика вызывает его на бис, а хозяин кафе приглашает его на постоянную работу.

## История

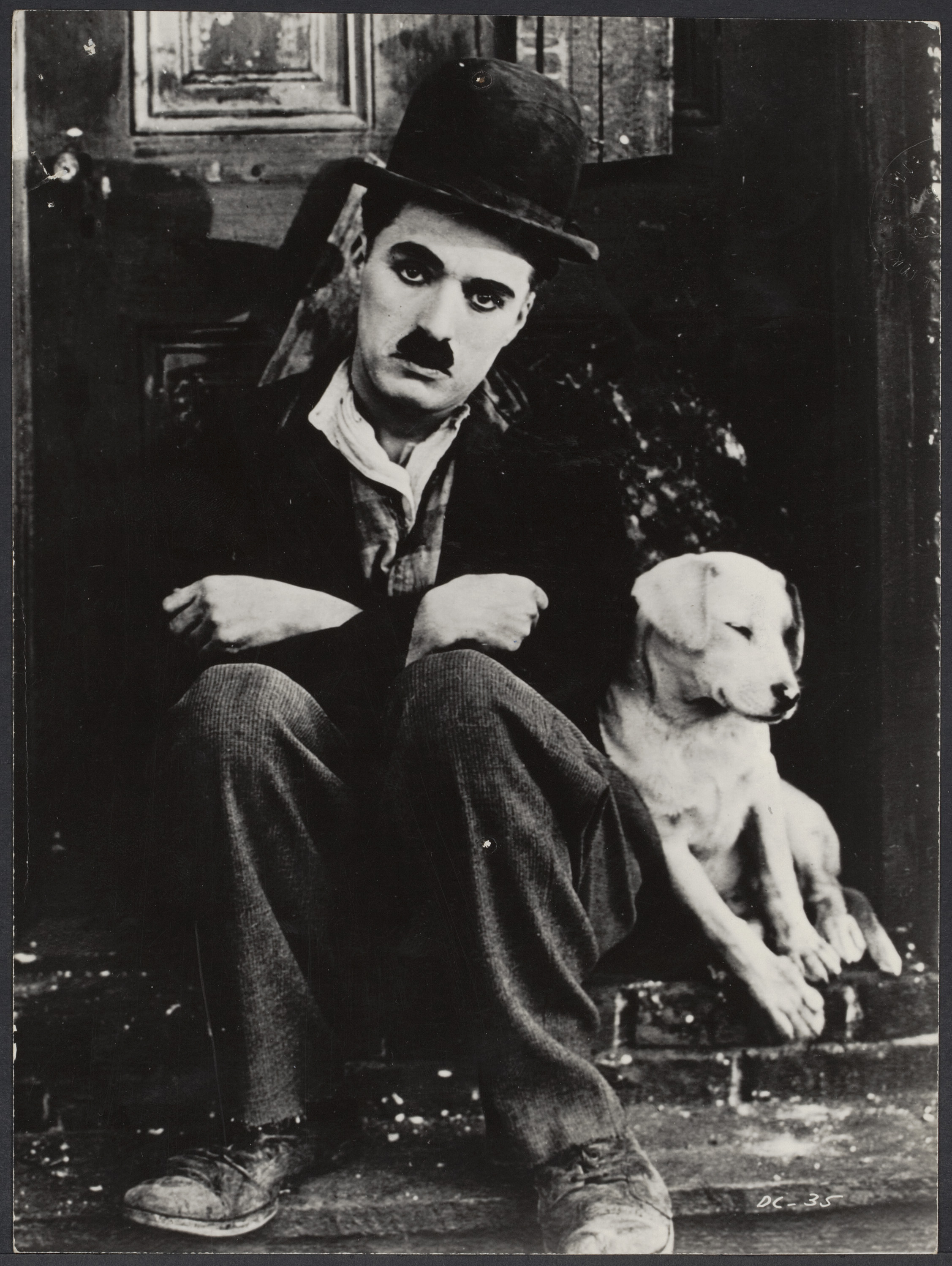
Кадр из фильма «Собачья жизнь» (1918)

К съёмкам фильма «Новые времена» Чаплин приступил в 1933 году: первые кадры были сняты 11 октября, а последние — 30 августа 1935 года. Согласно графику съёмок, последним эпизодом значилась сцена в кафе, куда Чаплина устроила в качестве официанта его возлюбленная — Девушка. Её играла начинающая актриса Полетт Годдар, у которой с Чаплином был роман, и они, по неподтверждённым данным, некоторое время состояли в браке. Девушка представила Бродягу хозяину ещё и в качестве певца. Так как официант из него получился плохой, хозяин захотел услышать, как тот поёт. По сценарию до этого фильм был немой (за исключением слов, произносимых электрическими аппаратами), но его фонограмма должна была быть насыщена различными шумовыми эффектами.
К эпизоду в кафе приступили после того, как в конце июня 1935 года был отвергнут первоначальный финал, по которому Девушка становилась монахиней и расставалась с Бродягой. Съёмки заняли 12 дней, в них приняли участие сотни статистов. К работе над музыкальным сопровождением приступили в августе 1935 года. В качестве музыкального директора был принят Альфред Ньюман, который сотрудничал с Чаплином при написании партитуры к его предыдущему фильму «Огни большого города». Эдвард Пауэлл (Edward B. Powell) и Дэвид Рэксин были назначены аранжировщиками. Последний находился при Чаплине и переводил в ноты его музыкальные идеи, которые тот насвистывал, напевал, подбирал на рояле. В начале декабря 1935 года Ньюман и Рэксин ушли из фильма, не выдержав тяжёлого характера режиссёра. После этого дирижировать оркестром пришлось Пауэллу, так как он был связан контрактными обязательствами. 22 декабря 1935 года озвучивание было закончено. После этого Чаплин провёл тайный предварительный показ в Сан-Франциско. Альф Ривз (Alf Reeves) писал старшему брату Чаплина, Сидни, что «зрители аплодировали „Титине“ и требовали повторить её на бис, а в конце шумно выражали одобрение».
Выдуманные слова на ломаном языке стали первыми, произнесёнными с экрана персонажем Чаплина Бродягой. Кроме того, они стали для него и последними, так как остальная часть фильма немая (как и все предыдущие работы великого комика), и к роли Бродяги он уже больше никогда не возвращался. Незадолго до премьеры, состоявшейся в феврале 1936 года, Чаплин, ранее категорично отвергавший звуковое кино, объяснял, что отказался от диалогов, так как они могли разрушить образ Бродяги, создаваемый им в течение двадцати лет. Советский киновед Александр Кукаркин соглашался с такой точкой зрения, отмечая, что такой стилизованный, условный персонаж, как Бродяга, не мог разговаривать в реалистичной манере. «Он мог петь на каком-нибудь несуществующем, условном языке, и потому-то был выдуман трюк с потерянными манжетами». Также киновед подчёркивал, что Чаплину удалось донести содержание песни посредством своего искусства мимики и жестов: «Тональная выразительность придала лишь бо́льшую эмоциональную окраску этой замечательной пантомиме-песне».